# Condado de Lafayette (Mississippi)
O Condado de Lafayette é um dos 82 condados do estado norte-americano do Mississippi. A sua sede de condado é Oxford, que é também a sua maior cidade.
O condado tem uma área de 1759 km² (dos quais 124 km² estão cobertos por água), uma população de 47 351 habitantes, e uma densidade populacional de 29 hab/km² (segundo o censo nacional de 2010). O condado foi fundado em 1836 e recebeu o seu nome em homenagem a Marie-Joseph Paul Yves Roch Gilbert du Motier, o Marquês de La Fayette (1757-1834), aristocrata francês famoso que participou na Guerra da Independência dos Estados Unidos e nos primórdios da Revolução Francesa.